# Baginda Omar di Terengganu
Omar Riayat Shah Ibni Almarhum Sultan Ahmad Muazzam Shah I (1806 – Bukit Putri, 11 aprile 1876) è stato sultano di Terengganu in Malaysia dal 1831 al 1832 e dal 1839 al 1876.

## Biografia
Baginda Omar di Terengganu nacque nel 1806, il suo nome significa "il Fortunato" anche se nella lingua malese è meglio tradotto come "il Conquistatore". Venne educato privatamente.
Il 30 gennaio 1831 salì al trono come regnante minore assieme a Mansur Shah II. Quest'ultimo l'anno successivo lo depose e divenne l'unico regnante. Nel 1833 venne bandito a Daik.
Il 4 novembre 1839 riprese il potere rovesciando il cugino Muhammad Shah I. Sostenne Mahmud Muzaffar Shah nel suo tentativo di prendere il controllo del Pahang.
Il 10 marzo 1870 inaugurò il palazzo reale di Istana Hijau. Il palazzo bruciò in un incendio e fu poi sostituito dall'Istana Maziah.
Morì all'Istana Hijau di Bukit Putri l'11 aprile 1876. È sepolto nella moschea Zainal Abidin di Kuala Terengganu.